# Saint-Louis-de-Montferrand
Saint-Louis-de-Montferrand ist eine französische Gemeinde mit 2.097 Einwohnern (Stand: 1. Januar 2022) im Département Gironde in der Region Nouvelle-Aquitaine. Die Gemeinde liegt im Arrondissement Bordeaux und ist Teil des Kantons La Presqu’île. Die Einwohner heißen Montferrandais.

## Geographie
Saint-Louis-de-Montferrand liegt etwa 15 Kilometer nördlich von Bordeaux am Fluss Garonne. Hier mündet sein Zufluss Gua, der hier unter dem Namen Estey du Gua bekannt ist. Umgeben wird Saint-Louis-de-Montferrand von den Nachbargemeinden Ambès im Norden, Ambarès-et-Lagrave im Osten, Bassens im Süden, Blanquefort im Südwesten, Parempuyre im Westen sowie Ludon-Médoc im Nordwesten.
Durch die Gemeinde führt die Autoroute A89.

## Bevölkerungsentwicklung
| 1962                       | 1968 | 1975 | 1982 | 1990 | 1999 | 2006 | 2017 |
| -------------------------- | ---- | ---- | ---- | ---- | ---- | ---- | ---- |
| 993                        | 1165 | 1078 | 1340 | 1808 | 1864 | 2008 | 2153 |
| Quellen: Cassini und INSEE |      |      |      |      |      |      |      |

## Sehenswürdigkeiten
- Kirche Saint-Louis
- Schloss Peyronnet, 1826 erbaut, seit 2005 Monument historique
- Domäne Margarance aus dem 18. Jahrhundert, seit 1966 Monument historique
- Domäne La Seiglière aus dem  18. und 19. Jahrhundert, seit 1987 Monument historique
- Haus Le Bousquet, Mitte des 19. Jahrhunderts erbaut, seit 1966 Monument historique

Siehe auch: Liste der Monuments historiques in Saint-Louis-de-Montferrand

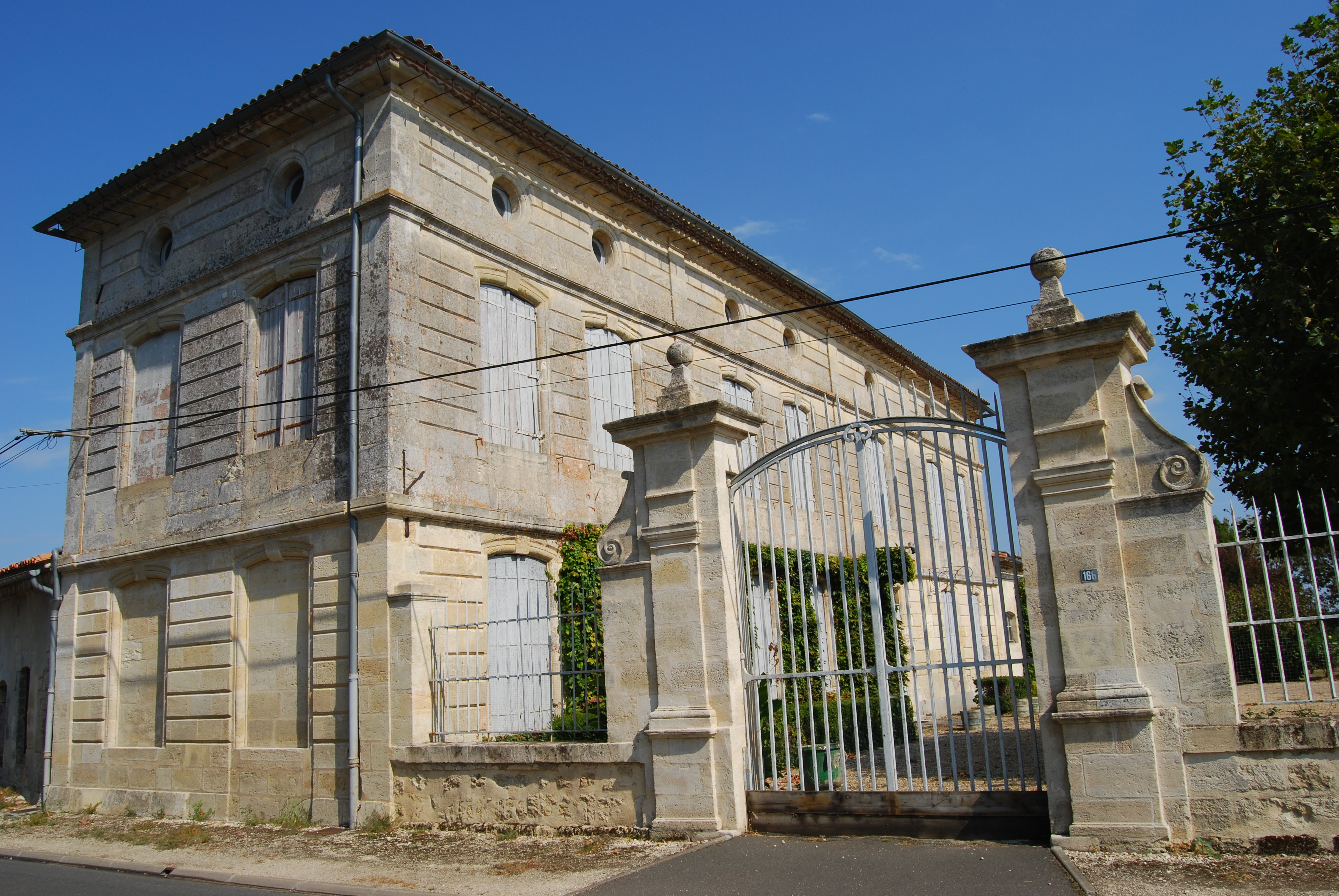
Domäne Margarance
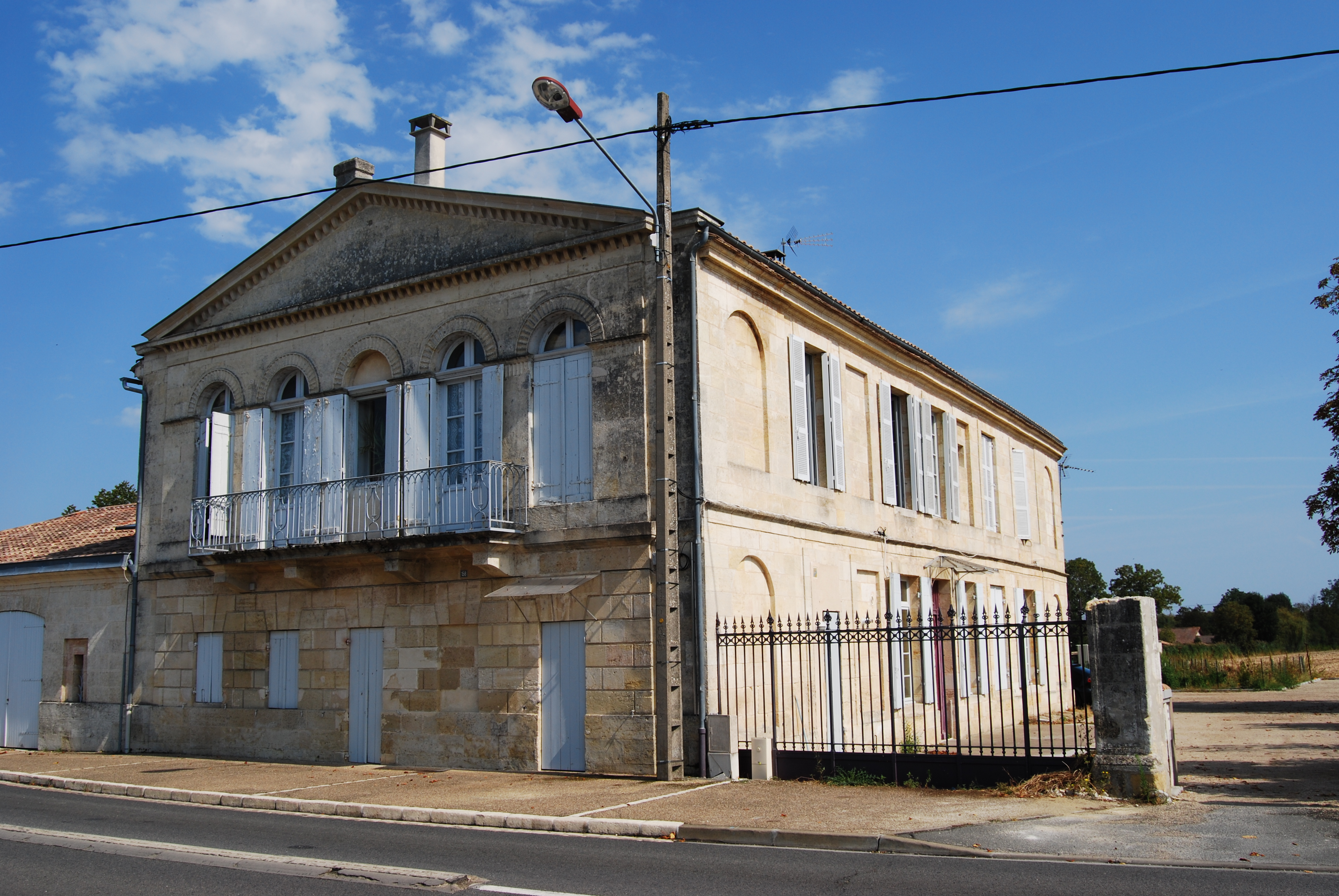
Haus Le Bousquet
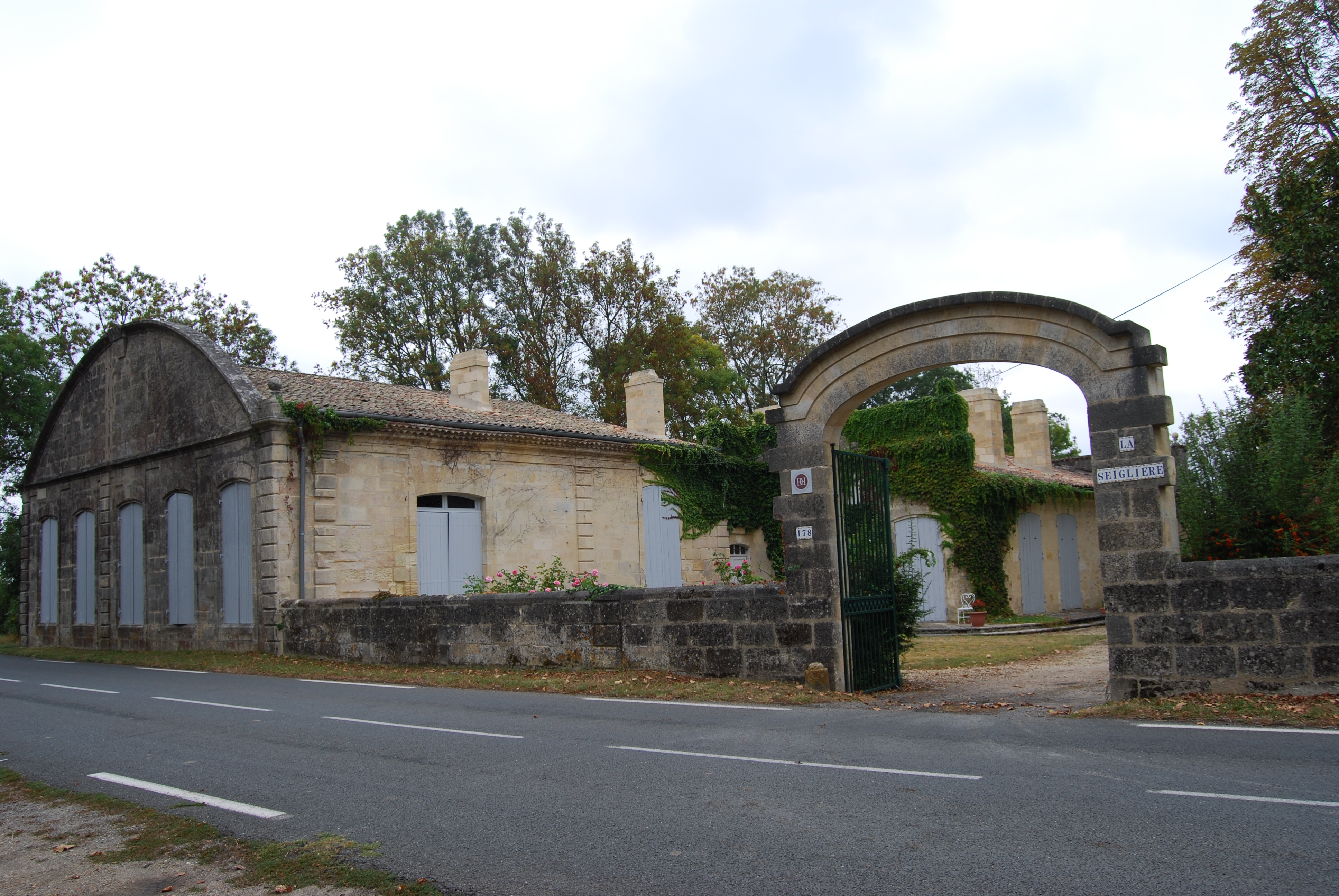
Domäne La Seiglière
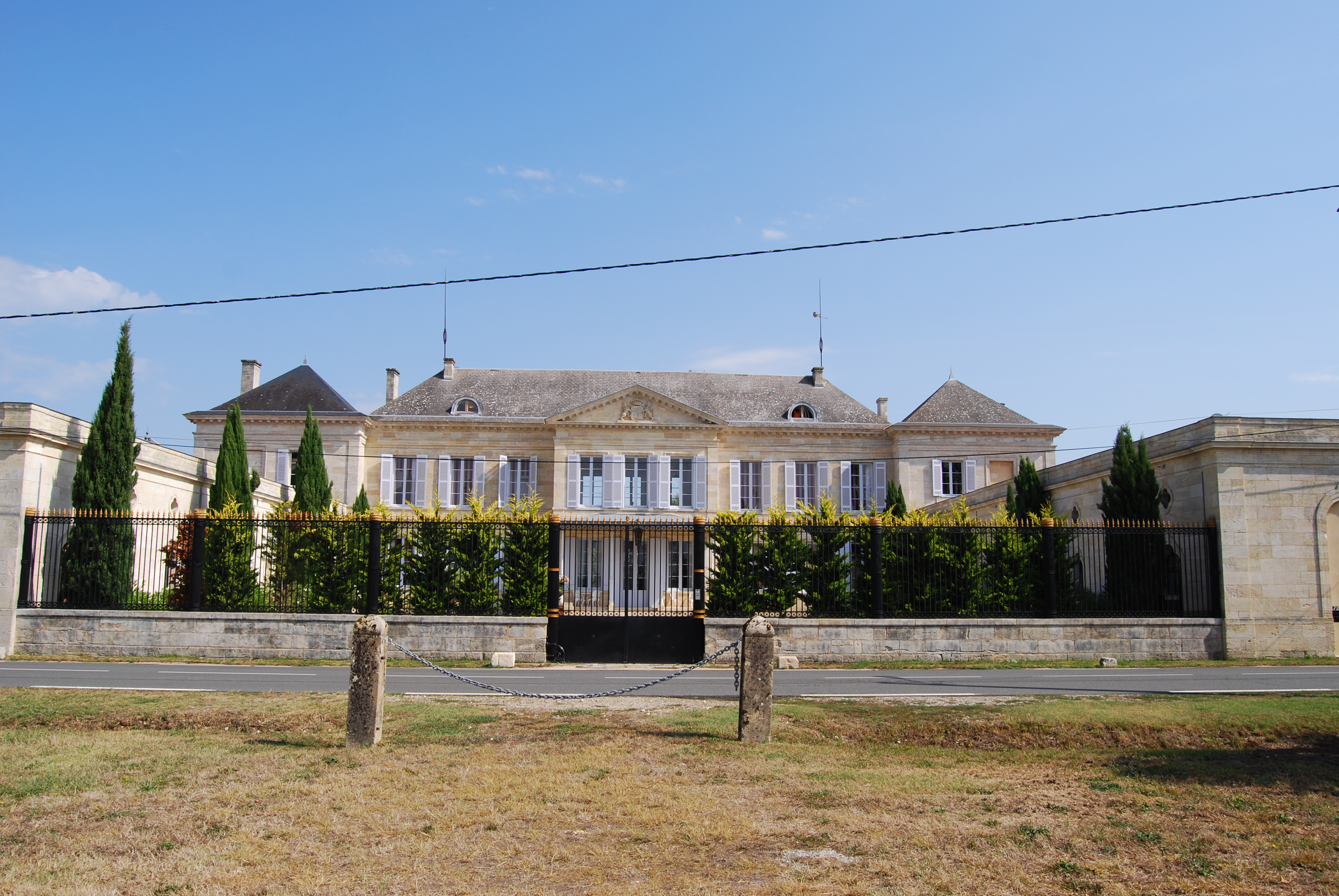
Schloss Peyronnet
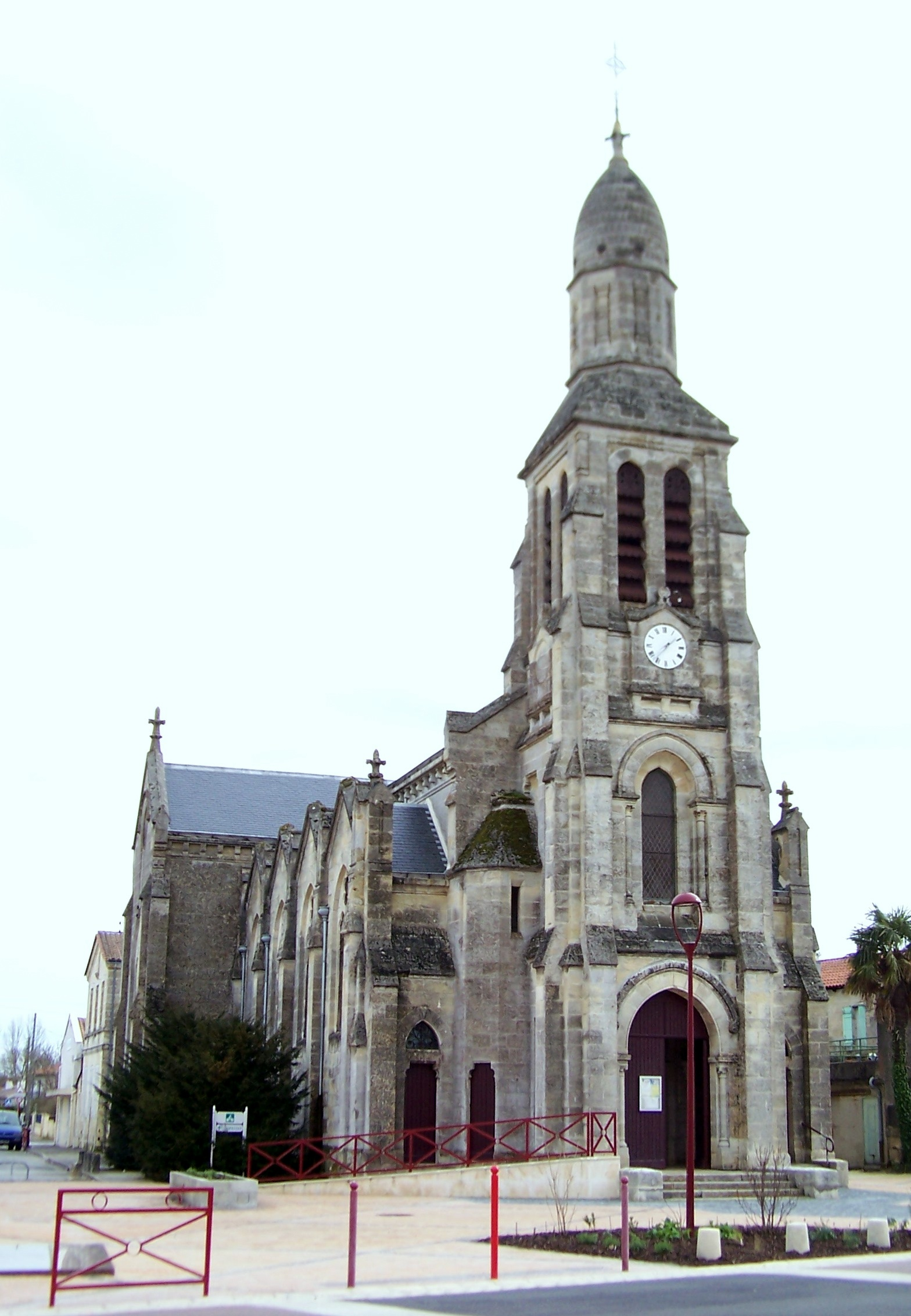
Kirche Saint-Louis

## Persönlichkeiten
- Pierre-Denis de Peyronnet (1778–1854), Graf von Peyronnet, Politiker, französischer Justiz- (1821–1828) und Innenminister (1830)